# Clintonia udensis
Clintonia udensis là một loài thực vật có hoa trong họ Măng tây. Loài này được Trautv. & C.A.Mey. mô tả khoa học đầu tiên năm 1856.

## Hình ảnh

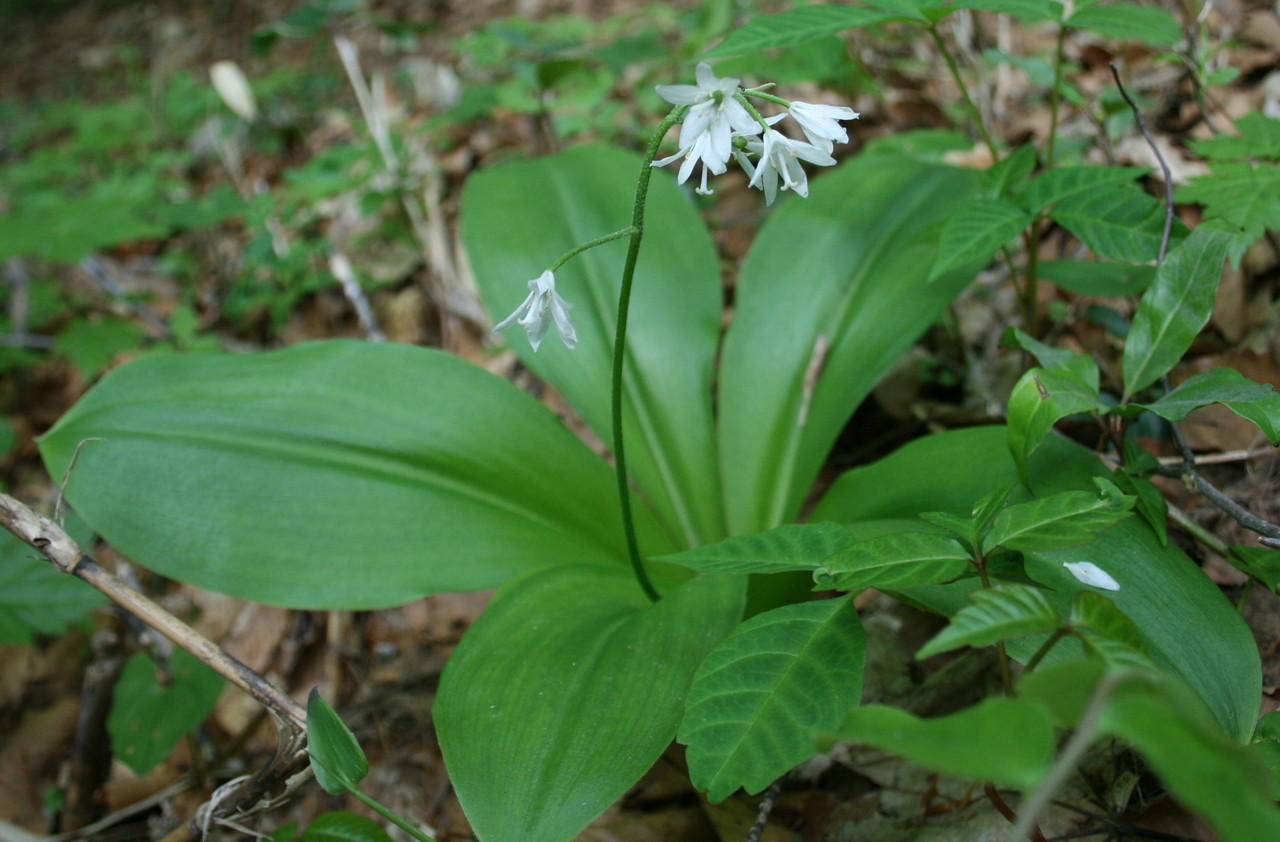
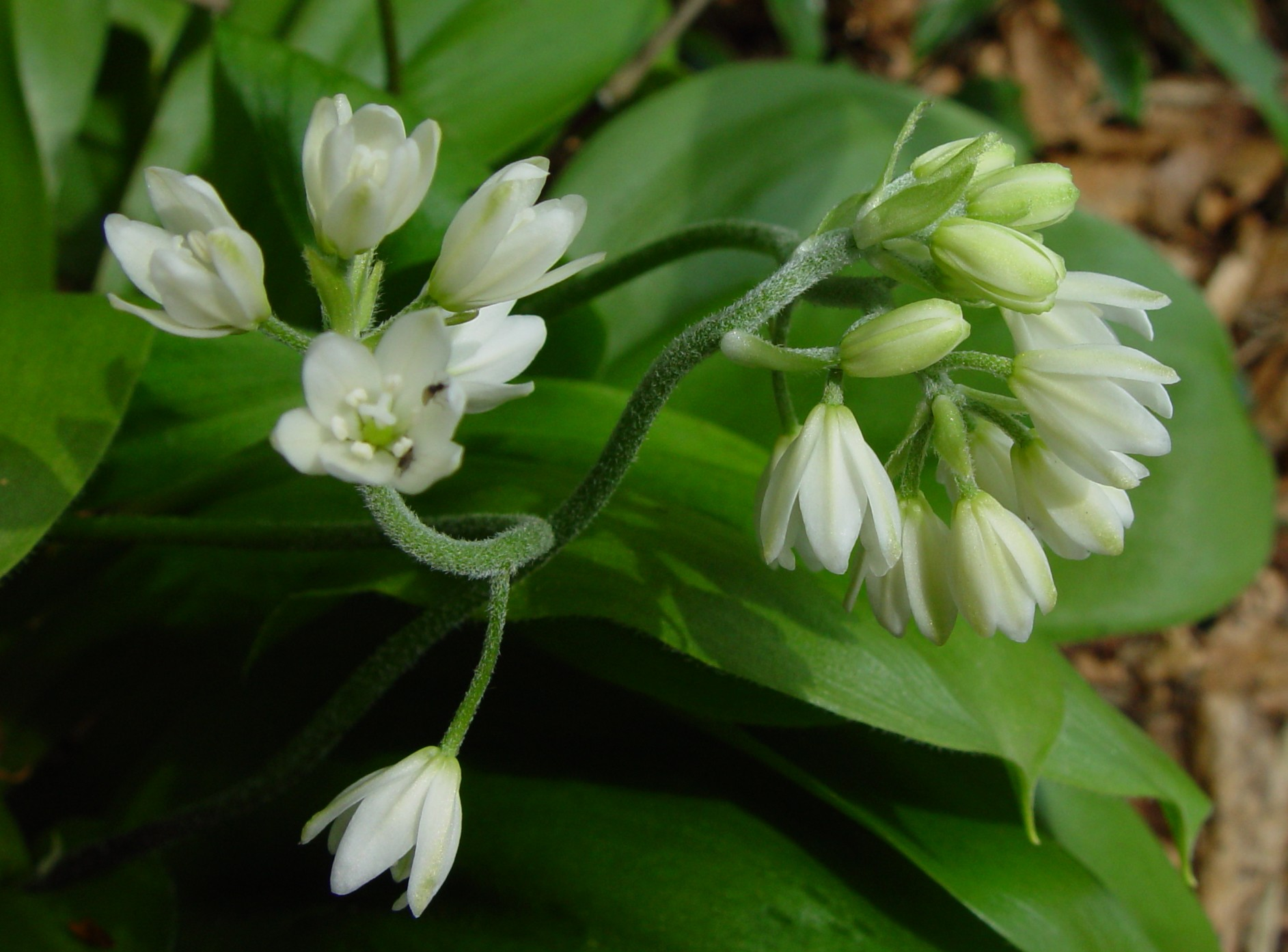
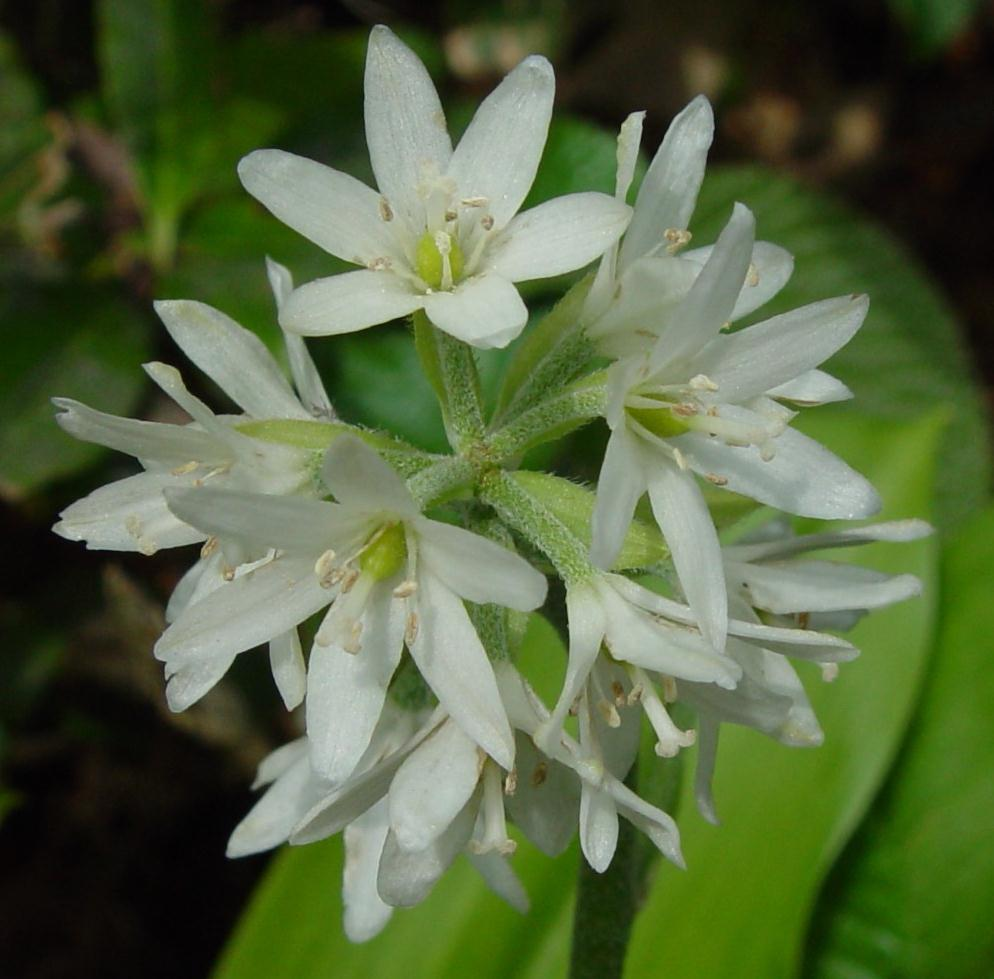
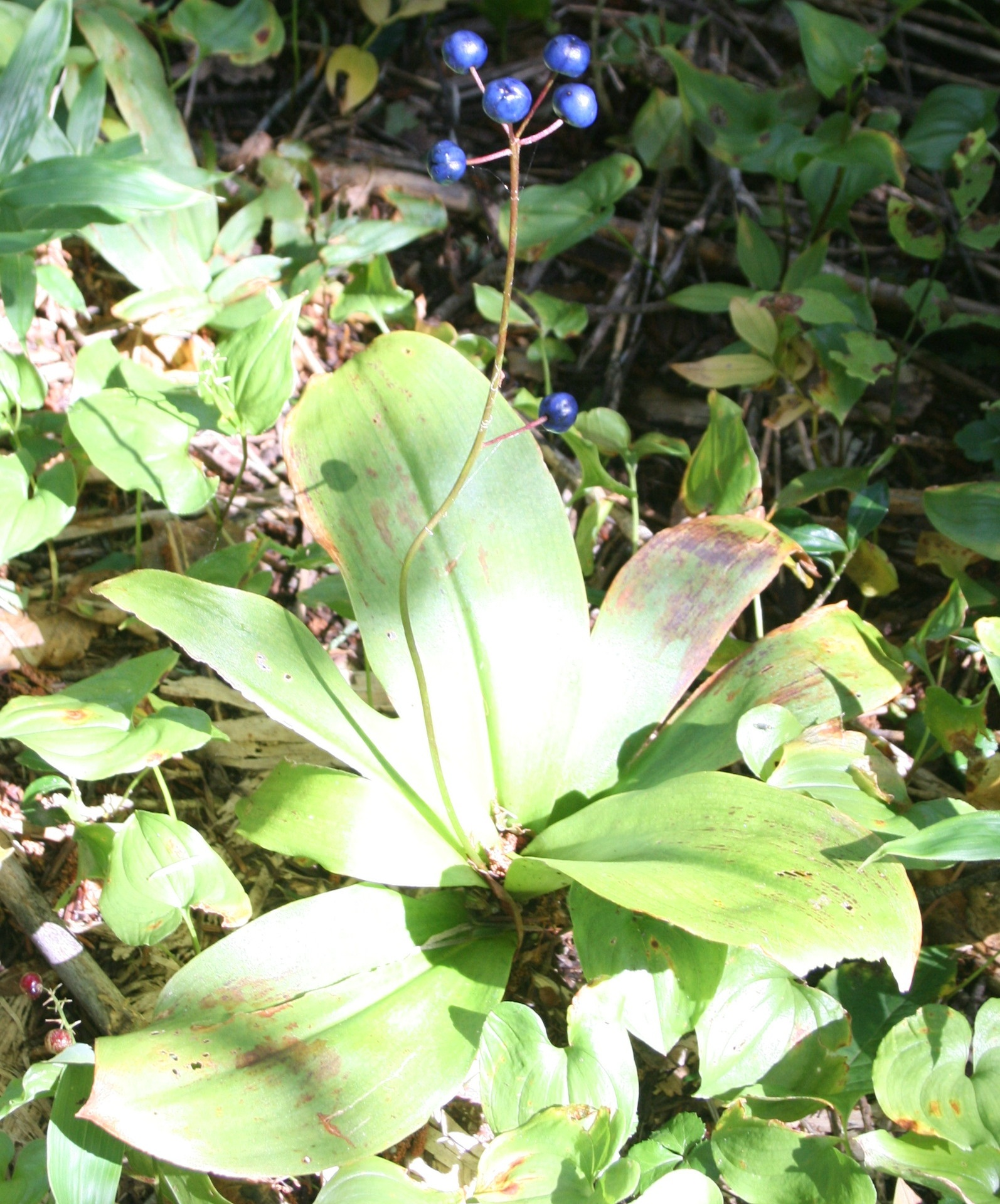